# Naman Jahe
Naman Jahe is een bestuurslaag in het regentschap Langkat van de provincie Noord-Sumatra, Indonesië. Naman Jahe telt 3571 inwoners (volkstelling 2010).